# Sally Clark
Pour les articles homonymes, voir Sally, Famille Clark et Sally Clark.
Sally Clark, née le 15 août 1964 à Devizes et morte le 15 mars 2007, est une avocate anglaise ayant été victime d'une erreur judiciaire.
Ses deux premiers enfants sont victimes du syndrome de mort subite du nourrisson. Elle est alors accusée de les avoir tués sur la base, entre autres, d'une mauvaise utilisation des statistiques, en particulier du sophisme du procureur. Elle sera acquittée en 2003 et décédera des suites de son procès en 2007.

## Biographie

### Enfance et jeunesse
Sally Lockyer est la fille unique de Frank Lockyer, inspecteur en chef de la police, et Jean Lockyer (morte du cancer en 1989), qui est coiffeuse.
Elle naît le 15 août 1964 à Devizes, dans le Wiltshire, en Angleterre.
Sa famille déménage lorsque son père est promu commandant de division en tant que surintendant en chef de la police de Wiltshire, où Sally est inscrite à la South Wilts Grammar School for Girls à Salisbury. Elle sera diplômée de l'université de Southampton en 1982 avec un 2:1. Elle déménage à Londres et rejoint la Lloyds Bank comme stagiaire diplômée. Deux ans plus tard, elle est recrutée par Citibank, où elle rencontrera Steve Clark, un avocat spécialisé dans le travail financier.

### Jeune mariée
Elle se marie avec Steve Clark en 1990 et vit dans un appartement dans le nord de Londres. Elle décide alors de devenir avocate spécialisée dans le capital-risque, y étant prédisposée grâce à son expérience dans la banque.
En 1993, ils décident de quitter Londres pour fonder une famille à Manchester, où Sally est recrutée en tant qu'avocate adjointe chez Halliwell Landau.

### Premier enfant
Christopher naît à St Mary's, à Manchester, le 22 septembre 1996. Il est le premier enfant de Sally Clark, élu « plus beau bébé » de sa maternité.
À 10 semaines, Christopher et sa famille vont au Strand Palace Hotel le mardi 3 décembre, à Londres, voir des amis. Le lendemain, Steve est avec le bébé lorsqu’il commence à avoir des difficultés à respirer et à saigner du nez. Deux personnes du standard viennent prodiguer les premiers soins, et Steve en profite pour appeler un médecin, mais Christopher semble rétabli.
Le 13 décembre, entre deux allées et venues, Christopher est retrouvé dans son lit, gris. Sally appelle les médecins à 9:35 ; sur place, ils tentent de le réanimer, puis à l’hôpital de l’intuber, mais Christopher est déclaré mort à 22h40. Une autopsie conclut à une infection pulmonaire.
Un examen post-mortem sera fait le 16 décembre par le docteur Alan Williams, décrivant, tout comme le Dr Jane Cowan, « une petite fente et une légère ecchymose dans le frénule » et quelques ecchymoses sur les jambes, des blessures qu'il juge compatibles avec les tentatives de réanimation du personnel de l'hôpital. Christopher sera incinéré.
Après la mort de leur premier enfant, Christopher, en 1996, Sally commence à boire au travail.

### Deuxième enfant
Harry naît le 29 novembre 1997.
Le 6 janvier, le Dr Spillman détecte un souffle cardiaque et en réfère au Dr Kevin Walsh, un cardiologue pédiatrique consultant à l'hôpital Alder Hey, qui le diagnostique comme une anomalie bénigne.
Le 26 janvier 1998, vers 21h18, Harry devient bleu ; il est emmené à l’hôpital de Macclesfield et est déclaré mort à 22h41.
Après examen, le Dr Williams trouve des déchirures dans le cerveau, des « blessures graves » à la colonne vertébrale, une côte disloquée et une « ancienne fracture possible ». Dans son rapport, il conclut que « les blessures de la colonne vertébrale et les lésions du cerveau et des yeux sont celles que l'on pourrait attendre d'une blessure non accidentelle » et que Harry avait été « secoué à plusieurs reprises sur plusieurs jours ».

### Troisième enfant
Le couple a un troisième fils qui naît un an plus tard ; il est placé en famille d'accueil en attendant le procès de Sally Clark (son mari ayant été mis hors de cause par l'enquête).

## Jugement
La police arrête Sally Clark le 23 février 1998 à son domicile de Hope Cottage et l’interroge au commissariat de Wilmslow.

### Condamnation
Le procès a lieu à la cour d’assises de Chester en octobre 1999.
Le procès se base sur un diagnostic de syndrome de Münchhausen par procuration posé par le pédiatre Roy Meadow, consulté en tant que témoin expert, connu pour sa citation :

« Sauf preuve du contraire, un décès sur le lit de naissance est une tragédie, deux sont suspects et trois sont un meurtre »

| Section détaillée : Étude mathématique du cas Sally Clark |

Son raisonnement est fondé sur une démarche statistique incorrecte. Il prétend que les chances que deux enfants d'une famille riche subissent une mort subite du nourrisson sont d'une pour 73 millions (résultat auquel il arrive en calculant le carré de 8 500, chiffre tiré d'une étude sur la probabilité qu'une famille aisée non-fumeuse dont la mère est âgée de plus de 26 ans fasse face à la mort de son bébé ; ce raisonnement est complètement infondé car il suppose implicitement que, dans une même famille, les morts subites du nourrisson sont des événements indépendants, ce qui est faux,.
La Royal Statistical Society a publié une déclaration affirmant que l'argument de Meadow n'avait aucune base statistique et a exprimé son inquiétude quant à la mauvaise utilisation de la statistique dans les procès.
Clark fut reconnue coupable et condamnée à la prison à vie en novembre 1999 ; sa condamnation est confirmée en appel en janvier 2000.
N'ayant pas avoué le meurtre de ses enfants, elle est privée de la perspective de pouvoir obtenir une libération anticipée.
Un recours auprès de la Cour européenne des Droits de l'Homme est tenté sans succès par Steve Clark.

## Annulation du jugement
En 2001, la Criminal Cases Review Commission (CCRC) est appelée à étudier la condamnation ; elle relève que celle-ci est faussée par l’utilisation erronée des statistiques et en réfère[Qui ?] en 2002.
En janvier 2003, on remarque que le docteur Alan Williams, le médecin légiste qui avait examiné les deux nourrissons, n'avait pas dévoilé le rapport microbiologique lors du procès ; celui-ci montrait pourtant que le second enfant était mort de causes naturelles car il avait du Staphylococcus aureus dans son liquide céphalorachidien,,. À 38 ans, Sally Clark est libérée et la condamnation est annulée, après avoir purgé trois ans de prison,. Elle sera même autorisée à pratiquer son métier d’avocate à nouveau.
Pour le journaliste Geoffrey Wansell, il s'agit de « l'une des plus importantes erreurs judiciaires de l'histoire de la justice britannique moderne ».

### Étude mathématique
Décortiquons le raisonnement mathématique du pédiatre Roy Meadow. On note l'événement décrivant une mort subite du nourrisson : MSN. D'après lui, il y a une chance sur 73 millions d’observer une deuxième mort subite du nourrisson dans une même famille. Il se base sur un chiffre indiquant qu'il y a 1 chance sur 8543 qu'un nourrisson meure, d'où découle la formule suivante :
{\displaystyle \Pr {(MSN1}\cap {MSN2)}=\Pr {(MSN1)}\times \Pr {(MSN1)}=\left({\frac {1}{8543}}\right)^{2}={\frac {1}{73000000}}}.
Or deux éléments importants ne sont pas présents dans cette formule :  
Premièrement, le sexe masculin des deux nourrissons est un facteur qui augmente la probabilité que l'événement survienne (facteur génétique). Certaines études statistiques montrent que la probabilité que deux nourrissons de sexe masculin meurent se situe entre {\displaystyle {\frac {1}{100}}} et {\displaystyle {\frac {1}{8500}}}, d’autres avancent {\displaystyle {\frac {1}{1300}}}, ou encore Peter Donnelly (professeur de statistiques à l'université d'Oxford) trouve même {\displaystyle {\frac {1}{60}}}.
Deuxièmement, la relation utilisée par Roy Meadow {\displaystyle \Pr {(MSN1}\cap {MSN2)}} suppose que les deux événements sont indépendants, ce qui est démenti par des études : la mort soudaine d'un nourrisson est 5 à 10 fois plus probable dans une famille ayant déjà connu un cas similaire que dans une famille sans antécédent. Cela nous donne une nouvelle estimation de la probabilité qu'un enfant meure dans une famille, sachant qu'un autre est déjà mort dans cette même famille :
{\displaystyle \Pr _{MSN1}{(MSN2)}=10\times \Pr {(MSN)}=10\times {\frac {1}{1300}}={\frac {1}{130}}}
Grâce à cela, on peut évaluer avec ces nouveaux paramètres la probabilité que deux enfants meurent dans une famille :
{\displaystyle \Pr {(MSN1}\cap {MSN2)}=\Pr {(MSN1)}\times \Pr _{MSN1}{(MSN2)}={\frac {1}{1300}}\times {\frac {1}{130}}={\frac {1}{169000}}}.
Ce nombre {\displaystyle {\frac {1}{169000}}} a pu être mal interprété, car il ne démontre pas si Sally Clark est innocente ou non mais seulement la probabilité que, dans une famille, deux nourrissons meurent successivement.
Poussons alors le raisonnement : notons M2 l'événement « 2 décès d'enfants observés dans une famille » (nous avons calculé précédemment {\displaystyle \Pr _{I}{(M2)}} qui inclut la succession des événements) et I « la mère est innocente ». Calculons alors la probabilité que la mère soit innocente alors que deux de ses enfants sont morts :
{\displaystyle \Pr _{M2}{(I)}={\frac {\Pr {(I)}\times \Pr _{I}{(M2)}}{\Pr {(M2)}}}=\Pr _{I}{(M2)}\times {\frac {\Pr {(I)}}{\Pr {(M2)}}}}
On estime que la probabilité qu'une mère ne tue pas ses deux enfants (I) est proche de 1 et la probabilité que deux nourrissons meurent (M2) est proche de 0. Le quotient {\displaystyle {\frac {\Pr {(I)}}{\Pr {(M2)}}}} est donc très grand.
Cela permet d'obtenir {\displaystyle \Pr _{M2}{(I)}\geqslant {\frac {2}{3}}} ; c'est-à-dire que statistiquement, en suivant une argumentation probabiliste rigoureuse, on trouve que Sally Clark a plus de chances d'être innocente.
Nous n'avons pas ici prouvé que Sally Clark est innocente au regard de la loi car il reste {\displaystyle {\frac {1}{3}}} d'incertitude sur son innocence,.

### Conséquences
À la suite de cette annulation, l'avocat général demande qu'on examine des centaines d'autres dossiers similaires, et les condamnations de deux autres femmes, Angela Cannings (en) (en 2003) et Donna Anthony (en) furent annulées. Le procès d'une autre femme, Trupti Patel (en), avait lieu en même temps pour des faits similaires et celle-ci est acquittée.
Sally Clark développa par la suite d'importants problèmes psychiatriques, comme un changement de personnalité durable après une expérience catastrophique, une réaction prolongée au chagrin et un syndrome de dépendance à l'alcool.
Elle meurt chez elle à Chelmsford, dans l'Essex, le 16 mars 2007 à 42 ans d'une overdose d'alcool,.